# Klein Ziescht
Klein Ziescht ist ein Gemeindeteil der Stadt Baruth/Mark im Landkreis Teltow-Fläming in Brandenburg, Deutschland.

## Geographie
Das kleine Dorf liegt rund 40 Kilometer von der Südgrenze der Stadt Berlin und rund zwei Kilometer südöstlich vom benachbarten Baruth entfernt im Niederungsgebiet des Baruther Urstromtals. Weitere Nachbarorte und Ortsteile von Baruth sind (im Uhrzeigersinn, von Nordosten beginnend) Radeland, Dornswalde, Glashütte, Klasdorf, Groß Ziescht und Kemlitz. Klein Ziescht liegt an den in Nord-Süd-Richtung verlaufenden und auf diesem Teilstück dieselbe Strecke nutzenden Bundesstraßen 96 und 115 zwischen Baruth und Golßen.

## Geschichte und Etymologie

### 13. bis 16. Jahrhundert

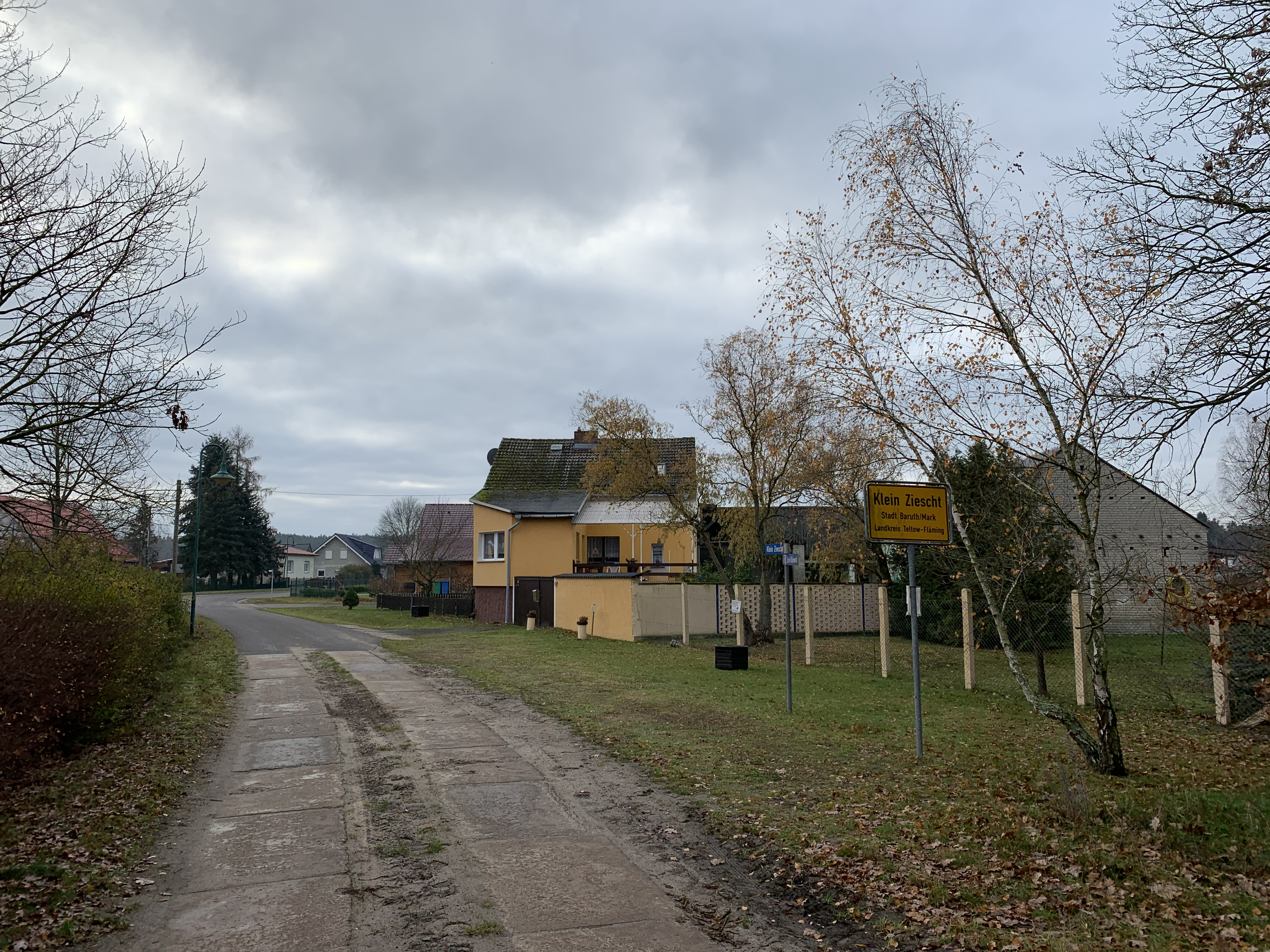
Nördlicher Ortseingang

Klein Ziescht wurde erstmals im Jahr 1444 in einem Lehnsbrief für Balthasar und Caspar von Schlieben urkundlich erwähnt als an grossen vnd an cleynen Czyscht. Aus dem Jahr 1465 ist auch die Schreibweise Im dorffe cleynen Czist überliefert. Der Name soll sich nach Angaben des Literaturports vom slawischen ableiten und so viel wie „klares, sauberes (Wasser)“ bedeuten. Die Gemarkung gehörte zur Standesherrschaft Baruth, die es an die von Schlieben verlieh. Aus dem Jahr 1474 ist ein Verzeichnis Der Mannschaft des Landes Sachsen Einkommen überliefert, das alle Einwohner der Standesherrschaft aufführte. Demzufolge gehörte ein Anteil Balthasar von Schlieben. Ihm zahlte der Richter 3 1⁄2 Scheffel Korn und 8 Groschen (gr) für ein Lehnpferd. Ein Einwohner gab 8 Scheffel Korn, 1 Scheffel Hafer und 15 gr 6 Pfenning (Pfg). Ein anderer Einwohner zahlte 1 1⁄2 Scheffel Korn, 1 1⁄2 Metzen Korn, 3 Metzen Hafer und zahlte 3 gr 1 1⁄2 Pfg. Aus der bereits vorhandenen Windmühle erhielt er weitere 1 1⁄2 Scheffel Korn. Ein anderer Anteil lag bei Offe und Jorge von Schlieben. Sie erhielten vom Richter 3 1⁄2 Scheffel Korn und 8 gr für ein Lehnpferd. Ein Einwohner zahlte 8 Scheffel Korn, 1 Scheffel Hafer und 16 gr. Ein Kossät zahlte 8 gr 3 Pfg und von der Mühle erhielt er 3 Scheffel Korn. Ein dritter Anteil lag bei Magnus und Balthasar von Schlieben. Sie erhielten vom Richter 2 1⁄2 Scheffel Korn und 24 gr für ein Lehnpferd. Zwei Einwohner zahlten je 10 Scheffel Korn, 1 Scheffel Hafer und 12 gr 6 Heller. Ein anderer Einwohner zahlte 4 1⁄2 Scheffel Korn, 9 gr 3 Heller. Drei Kossäten leisteten je 7 gr 3 Heller; hinzu kamen Einnahmen aus der Mühle von weiteren zwei Scheffel Korn. Im Jahr 1529 kam es zu einer Visitation, bei der in Klein Ziescht sieben Hufner und vier Gärtner (=Kossäten) gezählt wurden.
Deutlich detaillierte Angaben standen in der Türkensteuerveranlagung für alle Orte von 1542, in der die Abgaben aus der Reichstürkenhilfe aufgeführt wurden. Dort wurden erstmals spezifizierte Angaben über Haus, Hof, Garten und Hufenbesitz sowie den Viehbesatz niedergelegt. Demzufolge bekam die Witwe von Schlieben Abgaben von drei Steuerpflichtigen. Einer zahlte 60 Rheinische Gulden (fl), einer 30 fl und ein weiterer Bewohner 9 fl. Die Brüder von Schlieben erhielten die Einnahmen von acht Steuerpflichtigen. Der Richter besaß laut den Aufzeichnungen ein Haus mit Hof, eine Windmühle, „etlichen Acker in der Heide“, vier Zugpferde, sechs Ochsen, drei Kühe, 18 Schafe, eine Sau, vier Schweine, zwei jährige Kälber und zahlte 117 fl. Ein Bewohner hatte ein Haus mit Hof, etlichen Acker, vier Pferde, zwei Ochsen, drei Kühe, zwei jährige Kälber, drei Ziegen und zahlte 40 fl. Ein anderer Bewohner besaß Hof und Hof, etlichen Acker in der Heide, drei Kühe, ein jähriges Kalb, drei Ziegen, ein Schwein und zahlte 38 1⁄2 fl. Ein anderer Bewohner mit Haus, Garten und Windmühle besaß außerdem eine Kuh, 15 Schafe, vier Schweine und zahlte 45 fl. Ein anderer Bewohner mit Haus und Garten besaß drei Zugochsen, eine Kuh, 15 Schafe, vier Schweine und zahlte 34 fl. Ein weiterer Bewohner mit Haus und Garten besaß zwei Kühe, drei Schafe und zahlte 11 fl. Ein anderer Bewohner mit Haus und Hof sowie etlichem Acker besaß vier Pferde, vier Ochsen, drei Kühle, neun Schafe, ein Fohlen, eine Sau und drei junge Ferkel. Er zahlte 26 fl. Abgaben. Der letzte genannte Bewohner mit Haus und Hof besaß vier Pferde, vier Ochsen, etlichen Acker, drei Kühe, drei Kälber, drei Ferkel und zahlte 42 1⁄2 fl. Das Landessteuerregister für die Herrschaft Baruth aus dem Jahr 1551 weist für das Dorf zehn Veranlagte aus. Es gab sieben Güter. Der Richter bezahlte 25 Schock, ein Einwohner 11 Schock, ein anderer 8 Schock. Von den drei Höfen kamen weitere Abgaben in Höhe von einmal 16 Schock und zweimal 7 Schock hinzu. Klein Ziescht war zu jeder Zeit nach Baruth eingepfarrt. Der dortige Pfarrer erhielt im Jahr 1575 insgesamt 19 Scheffel Korn. Weitere Nachweise über den Ort finden sich in der Einnahme an Gelde des Hauses Baruth Michaelis aus den Jahren 1593/1594. Demzufolge war die Anzahl der Steuerpflichtigen auf elf Personen angewachsen. Der Dorfschulze zahlte 1 fl 29 gr. Die sechs Hufner je 14 gr 8 Pfennig (d). Von den vier Kossäten zahlten einer 8 gr 4 d, zwei zahlten 8 gr und einer 1 gr 4 d.

### 17. Jahrhundert
Vor dem Dreißigjährigen Krieg lebten im Jahr 1617 im Ort der Dorfschulze sowie sieben Hufner. Sie gaben dem Pfarrer viermal 3 1⁄2 Scheffel, zweimal 1 1⁄2 Scheffel sowie zwei Scheffel Korn vom Schulzen. Im Krieg wurde das Dorf schwer beschädigt. Der Förderverein Naturpark Baruther Urstromtal weist darauf hin, dass es möglich sein kann, dass der Rundling anschließend an einem anderen Ort aufgebaut wurde. Er verweist dabei auf den Namen „Alt-Klein Ziescht“. Im Brandenburgischen Namenbuch wird darauf hingewiesen, dass Klein Ziescht den Zusatz „Klein“ seit dem Erstbeleg im Jahr 1444 führt, während der Baruther Ortsteil Groß Ziescht im Jahr 1363 zunächst als „Tzist“, ab 1420 als „van dem cziste“ erschien. Peter R. Rohrlach lehnt in seinem Werk Historisches Ortslexikon für Brandenburg Teil X Jüterbog-Luckenwalde. diese These jedoch ab, da der Wiederaufbau des Ortes an stets denselben besetzten Stellen erfolgte. Das Steuer Register des gräflich Solmsischen Ampts Baruth 1672 aus dem Jahr 1672 zeigt auf, dass von den sieben Bauerngütern nur eines besetzt war, das Dorfschulzengut und sechs wüst lagen. Von den vier Kossätenhöfen waren zwei besetzt, einer neu angebaut und einer lag wüst. Im Jahr 1685 gab es in Klein Ziescht den Lehnschulzen, drei Anspänner und zwei Kossäten.

### 18. Jahrhundert
Die Matrikel des Kurkreises von 1718 zeigt auf, dass sich Klein Ziesch nach und nach von den Kriegseinwirkungen erholte. Es gab mittlerweile sieben Hufner, drei Kossäten sowie zwei Häusler. Auf den 10 Hufen brachten sie 50 Scheffel Aussaat aus; im Jahr 1722 gab es im Dorf 10 Feuerstätten (=Haushalte). Klein Ziesch vergrößerte sich und umfasste im Jahr 1754 insgesamt 17 Hufen, von denen zehn Jahre später jedoch 8 1⁄2 als „reguliert“, d. h. von Abgaben ermäßigt geführt wurden. Das Jahr 1777 zählte für das Dorf sieben Hufner, vier Halbhufner, vier Häusler und mittlerweile 15 Einwohner.

### 19. Jahrhundert
Im Jahr 1806 gab es weiter 8 1⁄2 regulierte Hufe. Im neun Jahre später, im Jahr 1815 erschienen neben dem bereits ansässigen Müller mit zwei Schneidern erstmals weitere Gewerke im Ort. Klein Ziescht gehörte bis dato zum Königreich Sachsen und kam in diesem Jahr zu Preußen. Aus dem Jahr 1823 ist durch das Neue topographisch-statistisch-geographische Wörterbuch des preußischen Staats bekannt, dass der Ort 105 Einwohner hatte. Im Jahr 1825 gab es erstmals ein Hirten- sowie ein Schulhaus, sieben Bauernhöfe, vier Kossätenhöfe und sechs Häusler. Im Jahr 1858 war Klein Ziescht insgesamt 2885 Morgen groß, darunter 2599 Morgen Acker, 208 Morgen Wiese und 72 Morgen Gehöfte. Im Ort standen drei öffentliche, 22 Wohn- und 37 Wirtschaftsgebäude. Die Anzahl stieg in den darauf folgenden Jahren auf 195 Einwohner im Jahr 1867 an. Aus dem Jahr 1874 ist die Existenz einer Ziegelei überliefert.

### 20. und 21. Jahrhundert
Aus dem Viehstands- und Obstbaumlexikon ist bekannt, dass im Jahr 1900 im Dorf 29 Häuser standen. Klein Ziescht war zu dieser Zeit 654 Hektar groß. Ein Bauer bewirtschaftete 85 Hektar, der Gastwirt 8,50 Hektar. Die beiden Häusler bewirtschafteten 17 bzw. 11 Hektar, der Halbbauer 30,5 Hektar, die beiden Kossäten 49 bzw. 22 Hektar. Der Lehnschulzengutsbesitzer besaß 130 Hektar, drei weitere Personen 66, 65 und 31 Hektar. Die beiden Stammgutsbesitzer griffen auf 9 und 2,5 Hektar zurück, ein Weichensteller besaß 1,5 Hektar. Außerdem gab es im Dorf einen Lehrer. Das Gemeindelexikon aus dem Jahr 1932 führt für das Jahr 1931 in der neugegründeten Landgemeinde insgesamt 35 Wohnhäuser mit 57 Haushaltungen auf. Im Jahr 1939 gab es im Dorf einen land- und forstwirtschaftlichen Betrieb, der größer als 100 Hektar war. Sieben weitere Betriebe waren zwischen 20 und 100 Hektar groß, sechs Betriebe zwischen 10 und 20 Hektar sowie neun Betriebe zwischen 0,5 und 5 Hektar.
Nach dem Zweiten Weltkrieg wurden 139,8 Hektar enteignet, darunter 24,9 Hektar Acker, 17,9 Hektar Wiese und Weide, 94 Hektar Wald und 2,9 Hektar Wege und Ödland. Davon erhielt ein landarmer Bauern und Landarbeiter 13,4 Hektar. Weitere 33,4 Hektar gingen an acht landarme Bauern, 27,7 Hektar an zwei Umsiedler, 3,9 Hektar an acht nichtlandwirtschaftliche Arbeiter und Angestellte, 5,4 Hektar Waldzulage an zwei Altbauern, 22,9 Hektar an die Gemeinde sowie 32,92 Hektar an den Bodenfonds. Im Jahr 1960 gründete sich eine LPG vom Typ I mit zunächst 36 Mitgliedern und 183 Hektar landwirtschaftlicher Nutzfläche. Sie wurde im Jahr 1968 an die LPG Typ I Klasdorf angeschlossen.
Am 1. April 1974 wurde der Ort in die Stadt Baruth/Mark eingegliedert.

### Bevölkerungsentwicklung
| Jahr      | 1817 | 1837 | 1858 | 1871 | 1885 | 1895 | 1905 | 1925 | 1939 | 1946 | 1964 | 1971 |
| Einwohner | 105  | 140  | 167  | 195  | 196  | 201  | 185  | 211  | 164  | 191  | 159  | 148  |

## Söhne und Töchter des Ortes
- Kurt Mühlenhaupt, Maler, geboren auf einer Eisenbahnfahrt von Prag nach Berlin; der nächstgelegene Ort war Klein Ziescht